# Verilog-AMS
Verilog-AMS (от Verilog Analog Mixed-Signal Simulation, аналоговое моделирование смешанных сигналов Verilog) — это язык для описания и моделирования оборудования, созданный компанией Accellera на основе Verilog-A и Verilog-D с дополнительными возможностями, целью которого является работа с аналоговыми, аналого-цифровыми системами и интегральными схемами, с использованием модулей на высоких уровнях поведенческого и структурного описания систем и их компонентов.

## Описание и структура Verilog-AMS
Verilog-AMS — язык описания аппаратуры (hardware description language (HDL); Verilog (IEEE 1364—1995 Verilog HDL)). Характеристики Verilog-AMS модулей могут быть описаны математически и внутренними параметрами этого модуля. Структура компонента также может быть описана в термах связанных с ним подкомпонент. Данное описание может быть использовано в разных дисциплинах. Компоненты и архитектура Verilog-AMS HDL состоят из полной IEEE 1364—1995 Verilog HDL спецификации (Verilog-D) для описания аналоговых систем (Verilog-A) плюс дополнения к ним Verilog-AMS HDL.

## Применение
Verilog-AMS HDL применяется для описания контактов, портов и цепей. При работе с аналоговыми устройствами используются законы сохранения обобщённой формы, такие как Кирхгофа и потенциала (KPL и KFL). Они определены в терминах количеств (например, напряжения и тока), связанных с поведением аналоговых схем. Verilog-AMS HDL может также использоваться, чтобы описать цифровые системы (в IEEE 1364-1995 Verilog HDL) и смешанные (аналогово-цифровые) системы, используя дискретные и непрерывные описания как определено в LRM.
Verilog-AMS HDL расширяет особенности цифрового языка моделирования (IEEE 1364—1995 Verilog HDL), обеспечивая единственный объединённый язык совместимый с аналоговой и цифровой семантикой.

## Особенности языка
- сигналы аналогового и цифрового типов могут быть объявлены в одном головном модуле, и аналоговые блоки могут появиться в этом же модуле
- аналоговые и цифровые значения сигнала можно прочитать (операцией чтения) в любом контексте (аналог или цифра) в том же самом модуле
- цифровые значения сигнала могут быть установлены (операция записи) в любом контексте вне аналогового процедурного блока
- аналоговые потенциалы и потоки могут получить данные (операцией записи) только от аналогового процедурного блока
- характеристики цифровых сигналов расширены
- новая конструкция, добавлена, для облегчения автовставки определяемых пользователем модулей подключения между аналоговыми и цифровыми доменами
- когда иерархические подключения имеют смешанный тип (то есть, аналоговый сигнал, связан с цифровым портом или цифровой сигнал, связанный с аналоговым портом), определяемые пользователем модули подключаются автоматически, чтобы преобразовать сигнал, с использованием аналогово-цифровой семантики.

## Система Verilog-AMS

### Решение аналого-цифрового моделирования
Система является совокупностью связанных компонентов, которые взаимодействуют, самими компонентами также могут быть системы, когда иерархическая система определена. Если компонент не имеет никаких подкомпонентов, то он является примитивом. Каждый примитив связан с нулем или большим количеством сетей. Каждая цепь связана с сигналом, который может перемещаться по множественным уровням иерархии. Поведение каждого компонента определено значениями в сети. Если все цепи, которые связаны с сигналом, находятся в дискретном домене, сигнал — цифровой. Если находятся в непрерывном домене, сигнал — аналоговый. Сигнал, который является совокупностью от сетей обоих доменов, называют смешанным сигналом. Точно так же и порт, аналоговый порт и цифровой порт, и порт, подключенный к аналоговым, и цифровым — смешанный порт. Компоненты соединяются с узлами через порты и цепи, чтобы формировать иерархию. Если сигнал — аналоговый или смешанный, это связано с узлом, в то время как цифровой сигнал не связан с узлом. Независимо от количества аналоговых сетей в аналоговом или смешанном сигнале, аналоговый сигнал представлен только единственным узлом. Это гарантирует, что смешанный или аналоговый сигнал имеет только одно значение-потенциал относительно земли. Чтобы моделировать системы, необходимо иметь законченное описание системы и всех её компонентов. Описания систем обычно дается структурно, то есть содержит образцы компонентов и как они связаны, используя поведенческое или структурное описание. Поведенческое описание — математическое описание, на уровне сигналов в портах компонентов.

### Основные характеристики
Важная характеристика систем — есть два значения, связанные с каждым узлом, потенциал (значение напряжения в электрических системах) и ток (поток в электрических системах). Потенциал узла связан со всеми непрерывными портами и сетями, связанными с узлом, и цепи видят тот же самый потенциал. Поток разделен, как поток от всех непрерывных портов и сетей в узле, и при суммировании дает ноль (0). Таким образом, узел действует как малая точка взаимосвязи, в которой потенциал один и тот же на всем узле, и на котором ток не сможет накопиться. Таким образом, узел сочетает в себе Закон Кирхгофа и Законы Тока (KPL и KFL). Когда элемент соединяется с узлом через порт или сеть, он может воздействовать, на потенциал в узле, или на ток в узле через порт или сеть. С консервативными системами также можно определить поведение ветви. Ветвь — путь потока между двумя узлами через элемент. Каждый ветвь имеет связанный потенциал (разница потенциалов между этими двумя узлами) и поток. Поведенческое описание элемента — это совокупность связанных ветвей.

## Примеры

### Повторитель напряжения
В результате подключений порта аналоговых сетей, один узел может быть связан со множеством сетей с различными характеристиками. Модели потока сигнала могут быть описаны, как потенциалы выводов модуля, функции потенциалов при вводах, не зависят от потока. Как пример — изменяющийся повторитель напряжения:
```
module
 
shiftPlus5
(
in
,
 
out
);

	
input
 
in
;

	
output
 
out
;

	
voltage
 
in
,
 
out
;
 
//напряжение-ток сигнала,

					 
//но только потенциального характера

	
analog
 
begin

		  
V
(
out
)
 
<+
 
5.0
 
+
 
V
(
in
);

	
end

endmodule

```

Если бы множество таких модулей было расположено каскадом последовательно, то было бы необходимо сохранить заряд (то есть, суммировать токи) в любом пройденном узле. Если, с другой стороны, вывод этого устройства были соединены с узлом, то вывод устройства, будет управляем источником напряжения. В этом случае ток через источник способствовал бы тому, чтобы сохранить заряд в узле.

### Дифференциальный усилитель напряжения
Подход состоит в том, чтобы записать составляющие характеристики описания, используя консервативную семантику, кроме порта, требуются значения для всех составляющих, которые фактически используются в описании. Таким образом, порты сигнала требуют только потенциал, который определен.
Например, рассмотрим дифференциальный усилитель напряжения, и резистор. Усилители описаны, используя порты напряжения или тока сигнала, а резистор использует смешанные порты.
В этом случае, объявлено только напряжение на портах, потому что только напряжение используется в теле модели.
```
module
 
voltage_amplifier
 
(
out
,
 
in
)
 
;

	
input
 
in
 
;

	
output
 
out
 
;

	
voltage
 
out
 
,
              
// Значение напряжения определенно функцией V()

			
in
;

	
parameter
 
real
 
GAIN_V
 
=
 
10.0
 
;

	
analog

	   
V
(
out
)
 
<+
 
GAIN_V
 
*
 
V
(
in
)
 
;

endmodule

```

Здесь только ток используется в теле модели
```
module
 
current_amplifier
 
(
out
,
 
in
)
 
;

	
input
 
in
 
;

	
output
 
out
 
;

	
current
 
out
 
,
              
// Значение тока определенно функцией I()

			
in
 
;

	
parameter
 
real
 
GAIN_I
 
=
 
10.0
 
;

	
analog

	   
I
(
out
)
 
<+
 
GAIN_I
 
*
 
I
(
in
)
 
;

endmodule

```

### Резистор
Описание резистора связывает напряжение и ток на портах.
```
module
 
resistor
 
(
a
,
 
b
)
 
;

	
inout
 
a
,
 
b
 
;

	
electrical
 
a
,
 
b
 
;
                   
//функции V() и I()

	
parameter
 
real
 
R
 
=
 
1.0
 
;

	
analog

	   
V
(
a
,
b
)
 
<+
 
R
 
*
 
I
(
a
,
b
)
 
;

endmodule

```